# (8353) Megryan
(8353) Megryan (1989 GC4) – planetoida z pasa głównego asteroid okrążająca Słońce w ciągu 5,05 lat w średniej odległości 2,94 au. Odkryta 3 kwietnia 1989 roku.
Nazwa planetoidy pochodzi od imienia i nazwiska aktorki Meg Ryan, znanej z ról w komediach romantycznych.